# パレスチナ国の大学一覧
パレスチナ国の大学の一覧を示す。ヨルダン川西岸地区とガザ地区で14の総合大学、公開大学と18のユニバーシティ・カレッジ、20のコミュニティカレッジがある。
2023年イスラエル・ハマス戦争において、ガザ地区の全ての大学がイスラエル軍によって破壊されるか損傷した。詳細はガザ侵攻における教育機関への攻撃を参照。
パレスチナ人の学生は、イスラエルの大学、カイロ大学などエジプトの大学、ヨルダンの大学などでも学んでいる。

## ヨルダン川西岸地区
- ヘブロン大学（アラビア語版、英語版）（ヘブロン、1971年）
- ベツレヘム大学（ベツレヘム、1973年）
- ビルゼイト大学（ビール・ゼート大学）（ビール・ゼート（アラビア語版、英語版）、1975年）
- アン＝ナジャーフ大学（アラビア語版、英語版）（ナーブルス、1977年）
- アル＝クッズ大学（アラビア語版、英語版）（東エルサレム、1984年）
- アル＝クッズ公開大学（アラビア語版、英語版）（公開大学、通信制、1991年）[1]
- アラブアメリカン大学（アラビア語版、英語版）（ジェニン（アラビア語版、英語版）、1996年

## ガザ地区
- アル＝アクサー大学（アラビア語版、英語版）（ガザ、1955年）[1]
- ガザ・イスラーム大学（ガザ、1978年）[1]
- ガザ・アル＝アズハル大学（アラビア語版、英語版）（ガザ、1992年）[1]
- ハサン二世農業環境科学大学（ガザ、1992年）[1]
- パレスチナ工科大学（アラビア語版、英語版）（デイル・アル＝バラフ、1993年）[1]
- 応用科学大学（アラビア語版、英語版）（ガザ、1998年）[1]
- パレスチナ大学（英語版）（アル・ザフラ、2005年）[1]
- ガザ大学（アラビア語版、wikidata）（ガザ、2006年）[1]
- アル・イスラ大学（アラビア語版、英語版）（ガザ、2014年）[1]